# Вашро, Валантен
Валантен Вашро (род. 16 ноября 1998, Рокебрюн — Кап-Мартен) — монегасский профессиональный теннисист.

## Спортивная карьера
В 2022 году Вашро выиграл свой первый турнир «Челленджер» в одиночном разряде на турнире «Нонтхабури Челленджер» в Таиланде, обыграв в финале Ли Хоанг Нама.
В 2023 году Валантен получил wildcard в основную сетку Мастерса в Монте-Карло, но проиграл в первом же раунде Луке Нарди из Италии.
В 2024 году он также получил wildcard на Мастерс в Монте-Карло, но проиграл на сей раз в первом раунде девятому сеяному Григору Димитрову.
В мае 2024 года, на Открытом чемпионате Франции по теннису, Валантен Вашро победил в квалификации и вышел в основную сетку турнира. В первом раунде он сыграл с теннисистом из Испании Алехандро Давидовичем Фокиной и уступил ему в четырёх сетах.

## Рейтинг на конец года
| Год  | Одиночный рейтинг | Парный рейтинг |
| 2023 | 280               | 1105           |
| 2022 | 290               | 504            |
| 2021 | 574               | 1989           |
| 2020 | 1519              | 1821           |
| 2019 | 1466              | 1732           |
| 2018 | 0                 | 0              |
| 2017 | 1272              | 1586           |
| 2016 | 799               | 0              |
| 2015 | 1896              | 0              |

## Выступления на турнирах

### Финалы турнировATPв одиночном разряде (0)

#### Поражение (0)
| Легенда                     |
| --------------------------- |
| Турниры Большого шлема (0)* |
| Итоговый турнир ATP (0)     |
| ATP Мастерс 1000 (0)        |
| АТР 500 (0)                 |
| АТР 250 (0)                 |

| Титулы по покрытиям | Титулы по месту проведения матчей турнира |
| ------------------- | ----------------------------------------- |
| Хард (0)            | Зал (0)                                   |
| Грунт (0)           | Зал (0)                                   |
| Трава (0)           | Открытый воздух (0)                       |
| Ковёр (0)           | Открытый воздух (0)                       |

* количество побед в одиночном разряде.